# Kondala
Kondala ou Gudetu Kondole est un woreda de l'ouest de l'Éthiopie situé dans la zone Mirab Welega de la région Oromia. Il a 96 253 habitants en 2007. Son centre administratif est Geba Defeno.

## Origine et nom
Kondala se détache du woreda Begi avant le recensement national de 2007, plus précisément en décembre 2005[réf. souhaitée].
Ce woreda s'appelle « Kondala » dans le recensement, la variante « Qondala » existe également et la carte administrative le mentionne sous le nom de « Gudetu Kondole »,.

## Situation
Limitrophe de la région Benishangul-Gumuz au nord et de la zone Kelam Welega au sud et au sud-est, Kondala est bordé dans la zone Mirab Welega par les woredas Begi  et Babo.
|      | Bambasi    | Mana Sibu |
| Begi | Kondala    | Babo      |
|      | Jimma Horo | Gawo Kebe |

Son centre administratif Geba Defeno (qui peut aussi s'écrire Gebadefeno, Geba Defino ou Gaba Dafino[réf. souhaitée]) se trouve sur la route Nejo-Begi à une douzaine de kilomètres de Begi. Il peut également s’appeler Kabeche.

## Population
Le recensement national de 2007 fait état d'une population de 96 253 habitants pour ce woreda dont 3 % de citadins qui sont les 3 117 habitants de Geba Defeno. La majorité des habitants du woreda (85 %) sont musulmans, 8 % sont orthodoxes et 7 % sont protestants.
En 2022, la population du woreda est estimée à 136 667 personnes avec une densité de population de 105 personnes par km2 et 1 298 km2 de superficie.